# Episodi di Fiabe ungheresi (quarta stagione)
La quarta stagione di Fiabe ungheresi è stata prodotta tra il 1989 e il 1990 e trasmessa da Magyar Televízió dal 10 maggio al 3 agosto 1991. In Italia è stata trasmessa da Rai Tre nel 2005.
| n° | Titolo originale                        | Titolo italiano                        | Prima TV Ungheria | Prima TV Italia |
| -- | --------------------------------------- | -------------------------------------- | ----------------- | --------------- |
| 1  | A mezei nyúl és a sündisznó             | La lepre e il porcospino               | 10 maggio 1991    | 2005            |
| 2  | Az állatok beszéde                      |                                        | 8 maggio 1991     | 2005            |
| 3  | A hét kecskegida                        | I sette capretti                       | 25 maggio 1991    | 2005            |
| 4  | Pirosmalac                              | Rosina                                 | 1º giugno 1991    | 2005            |
| 5  | Kecskekatonaság                         | L'esercito di capre                    | 8 giugno 1991     | 2005            |
| 6  | A bugyuta ember                         |                                        | 15 giugno 1991    | 2005            |
| 7  | A béka, a kolbász és az egér            | La rana, il topolino e la salsiccia    | 22 giugno 1991    | 2005            |
| 8  | A medve és a macska                     | L'orso e il gatto                      | 29 giugno 1991    | 2005            |
| 9  | A szegény ember kilenc tyúkja és kakasa | Un pover'uomo, nove galline e un gallo | 6 luglio 1991     | 2005            |
| 10 | Pelikánmadár                            | Il pellicano del re                    | 13 luglio 1991    | 2005            |
| 11 | A gazdag ember három fia                | I tre figli dell'usuraio               | 20 luglio 1991    | 2005            |
| 12 | A hólyag, a szalmaszál és a tüzes üszök | La fiaschetta, la pagliuzza e la brace | 27 luglio 1991    | 2005            |
| 13 | A király kenyere                        | Il pane del re                         | 3 agosto 1991     | 2005            |